# NGC 6114
NGC 6114 (również PGC 57784) – galaktyka spiralna (Sbc), znajdująca się w gwiazdozbiorze Korony Północnej. Odkrył ją Édouard Jean-Marie Stephan 10 lipca 1880 roku.